# Ed Horton
Edward C. Horton, detto Ed (Springfield, 17 dicembre 1967), è un ex cestista statunitense, professionista nella NBA, in Israele, Argentina e Austria.

## Carriera
Venne selezionato dai Washington Bullets al secondo giro del Draft NBA 1989 (39ª scelta assoluta).

## Statistiche

### College
| Anno      | Squadra       | PG  | PT | MP   | TC%  | 3P%  | TL%  | RP   | AP  | PRP | SP  | PP   |
| --------- | ------------- | --- | -- | ---- | ---- | ---- | ---- | ---- | --- | --- | --- | ---- |
| 1985-1986 | Iowa Hawkeyes | 30  | 2  | 12,7 | 42,3 | -    | 44,0 | 3,9  | 0,4 | 0,4 | 0,2 | 3,7  |
| 1986-1987 | Iowa Hawkeyes | 35  | 24 | 20,2 | 46,5 | -    | 58,7 | 5,6  | 1,5 | 0,4 | 0,4 | 7,8  |
| 1987-1988 | Iowa Hawkeyes | 34  | 24 | 23,4 | 53,2 | 0,0  | 55,6 | 6,3  | 1,8 | 0,7 | 0,2 | 11,3 |
| 1988-1989 | Iowa Hawkeyes | 33  | 33 | 31,9 | 55,2 | 16,7 | 56,9 | 10,6 | 2,1 | 0,9 | 0,4 | 18,3 |
| Carriera  | Carriera      | 132 | 83 | 22,3 | 51,6 | 12,5 | 55,5 | 6,6  | 1,5 | 0,6 | 0,3 | 10,4 |

## Palmarès

### Squadra
- Campionato israeliano: 1

Maccabi Tel Aviv: 1990-91
- Coppa di Israele: 1

Maccabi Tel Aviv: 1990-91

### Individuale
- McDonald's All-American Game (1985)